# Leon Raszeja

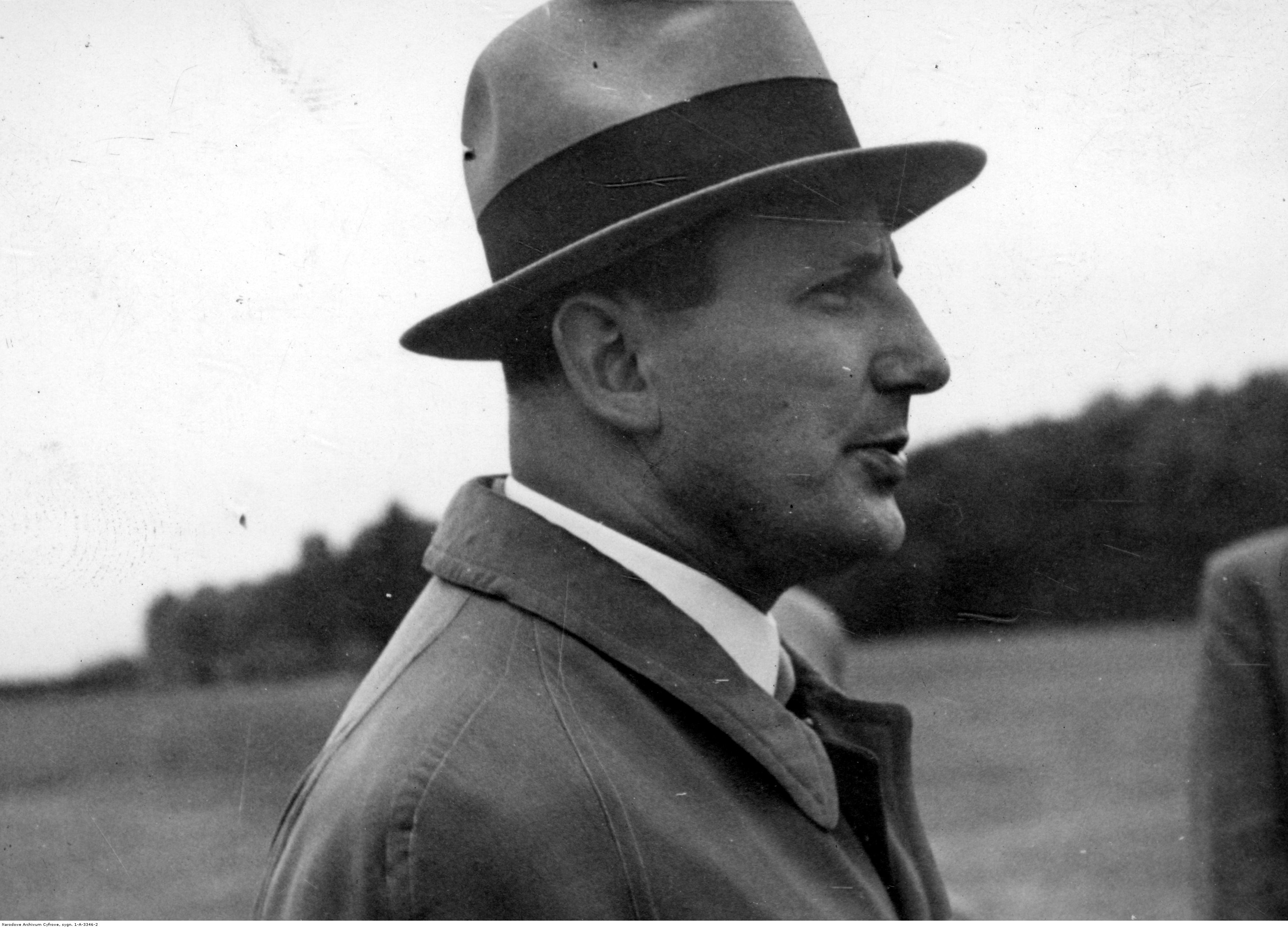
Leon Raszeja

Leon Raszeja (* 26. Juni 1901 in Chełmno/Culm; † 9. September 1939 in Lublin) war ein polnischer Jurist und von 1936 bis 1939 Stadtpräsident von Toruń/Thorn.

## Leben
Leon Raszeja war der jüngere Bruder von Franciszek und Maksymilian Raszeja. Er besuchte das Gymnasium in Chełmno und war dort Mitglied der Towarzystwo Tomasza Zana, einer Jugendunabhängigkeitsorganisation die in Großpolen tätig war. Nach dem Abschluss des Gymnasiums meldete er sich 1920 freiwillig bei der polnischen Armee und nahm am polnisch-sowjetischen Krieg teil und wurde als Leutnant in die Reserve versetzt.
Im Jahr 1921 begann Raszeja sein Studium der Rechtswissenschaften an der Jagiellonen-Universität in Krakau und beendete dieses 1926 mit einem magister-Abschluss an der Universität Posen. Sein Referendariat absolvierte er an den Gerichten in Chełmno/Culm, Grudziądz/Graudenz, Toruń/Thorn und Czersk und legte seine Abschlussprüfung am Gericht von Czersk ab. Anschließend wurde er Besitzer in Tuchola/Tuchel und 1930 zum Richter daselbst ernannt. Weiterhin bekleidete er das Amt eines Magistrats an den Amtsgerichten in Czersk und Tuchola/Tuchel und eines Bezirksrichters an den Bezirksgerichten in Chojnice/Conitz und Grudziądz/Graudenz.

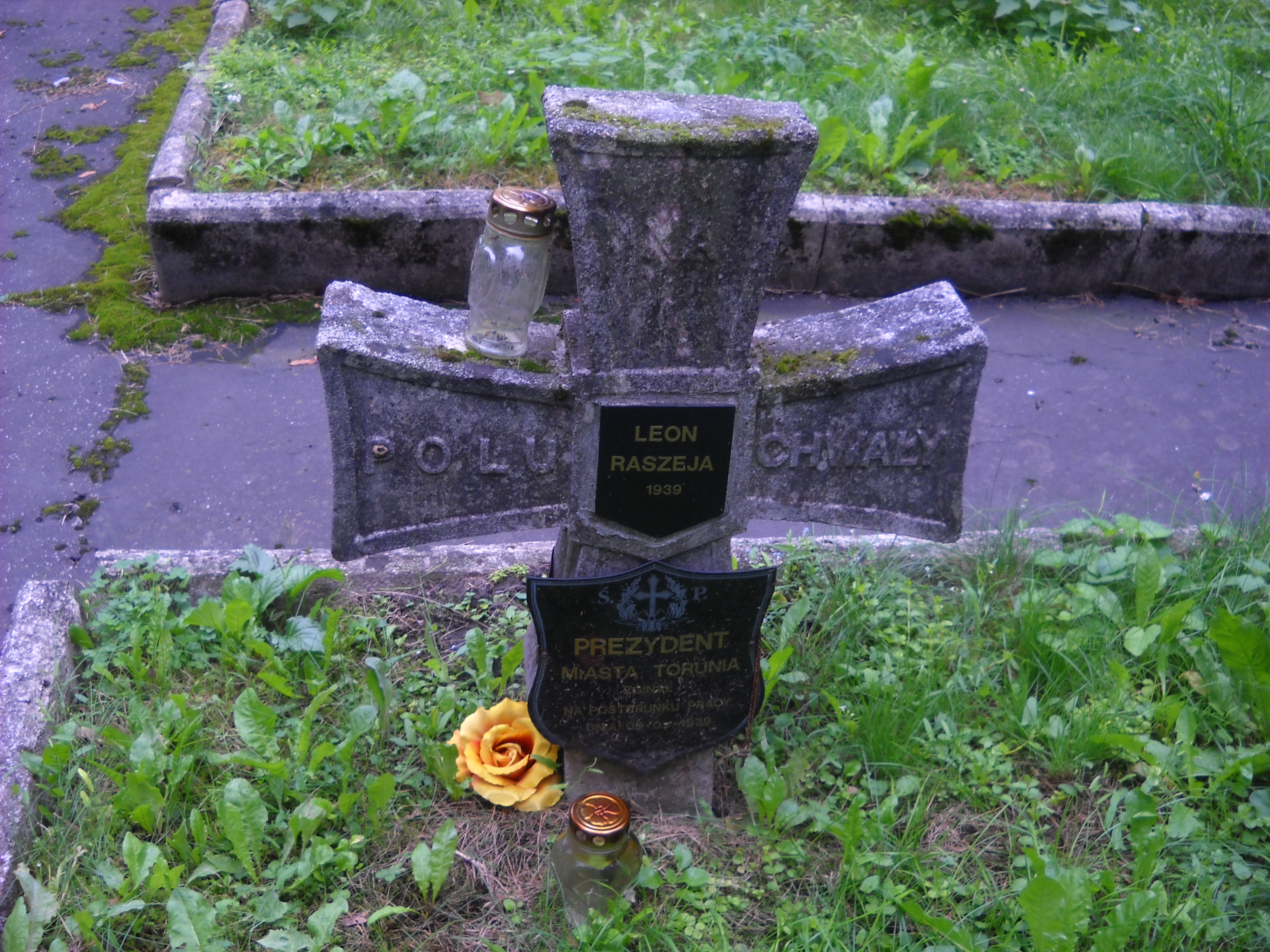
Grabstein von Leon Raszeja auf dem Militärfriedhof in Lublin

Am 10. Juni 1936 wählte der Stadtrat von Toruń/Thorn zum Stadtpräsidenten der Stadt. Er begann dieses Amt am 8. August des gleichen Jahres und starb im Amt im Rathaus von Lublin während der Bombardierung durch deutsche Flugzeuge am 9. September 1939.
Im Jahr 1937 wurde Raszeja das Ritterkreuz des Orden Polonia Restituta verliehen.